# Limonium jovibarba
Espèce
Statut de conservation UICN

 CR B1ab(ii); D : 
En danger critique
Limonium jovibarba  est une espèce de plantes à fleurs de la famille des Plumbaginaceae. C'est une espèce endémique du Cap-Vert.
Comme Limonium braunii et Limonium brunneri, elle est connue localement sous le nom de « carqueja ».
On la rencontre dans les crevasses humides des escarpements rocheux, entre 50 et 450 m, uniquement sur le Monte Verde et le Monte  António Gomes sur l'île de São Vicente et le massif du Monte Gordo situé à l'ouest de l'île de São Nicolau.